# دانکیرک (نیویورک)
دانکیرک (به انگلیسی: Dunkirk) شهری در شهرستان چاووتاووکوا ایالت نیویورک است که در سرشماری سال ۲۰۱۰ میلادی، ۱۳۱۳۱ نفر جمعیت داشته است. دانکیرک، به‌طور رسمی در تاریخ ۱۸۸۸ میلادی به‌عنوان یک شهر شناخته شد.